# Ero quadrituberculata
Espèce
Ero quadrituberculata est une espèce d'araignées aranéomorphes de la famille des Mimetidae.

## Distribution
Cette espèce est endémique de Madère. Elle se rencontre sur l'île principale. 

## Publication originale
- Kulczyński, 1905 : Araneae nonnullae in insulus Maderianis collectae a Rev. E. Schmitz. Bulletin international de l'Académie des Sciences de Cracovie, Classe des Sciences Mathématiques et Naturelles, vol. 1905, p. 440-460 (texte intégral).